# Herbert Lawford
Herbert Lawford (15 de maio de 1851 – 20 de abril de 1925), foi um tenista inglês que conquistou 1 vez o Torneio de Wimbledon em 1887, sendo vice-campeão desse torneio 5 vezes. Foi o primeiro tenista a usar o "topspin", sendo assim o criador desse golpe.
Lawford é membro do International Tennis Hall of Fame desde 2006.

## Finais de Grand Slam

### Vitórias (1)
| Ano  | Torneio   | Adversário da Final                  |
| 1887 | Wimbledon | Ernest Renshaw - 1-6 6-3 3-6 6-4 6-4 |

### Vice-Campeão (5)
| Ano  | Torneio   | Adversário da final               |
| 1880 | Wimbledon | John Hartley - 6-3 6-2 2-6 6-3    |
| 1884 | Wimbledon | William Renshaw - 6-0 6-4 9-7     |
| 1885 | Wimbledon | William Renshaw - 7-5 6-2 4-6 7-5 |
| 1886 | Wimbledon | William Renshaw - 6-0 5-7 6-3 6-4 |
| 1888 | Wimbledon | Ernest Renshaw - 6-3 7-5 6-0      |